# Olsa (Gemeinde Friesach)
Olsa ist eine Ortschaft in der Gemeinde Friesach im Bezirk Sankt Veit an der Glan in Kärnten (Österreich). Die Ortschaft hat 467 Einwohner (Stand 1. Jänner 2024). Sie liegt auf dem Gebiet der Katastralgemeinde Friesach.

## Lage

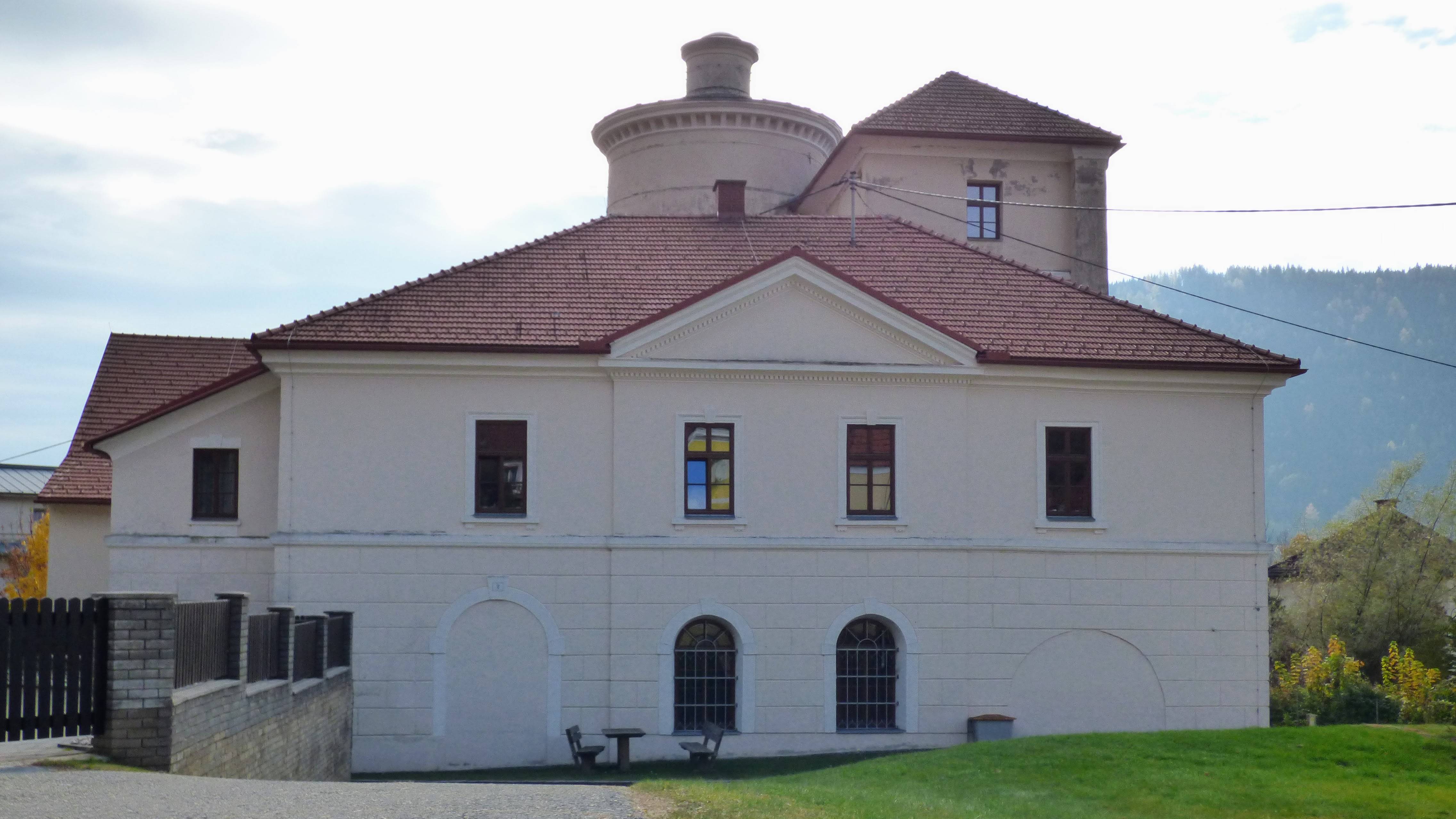
Hochofen Olsa

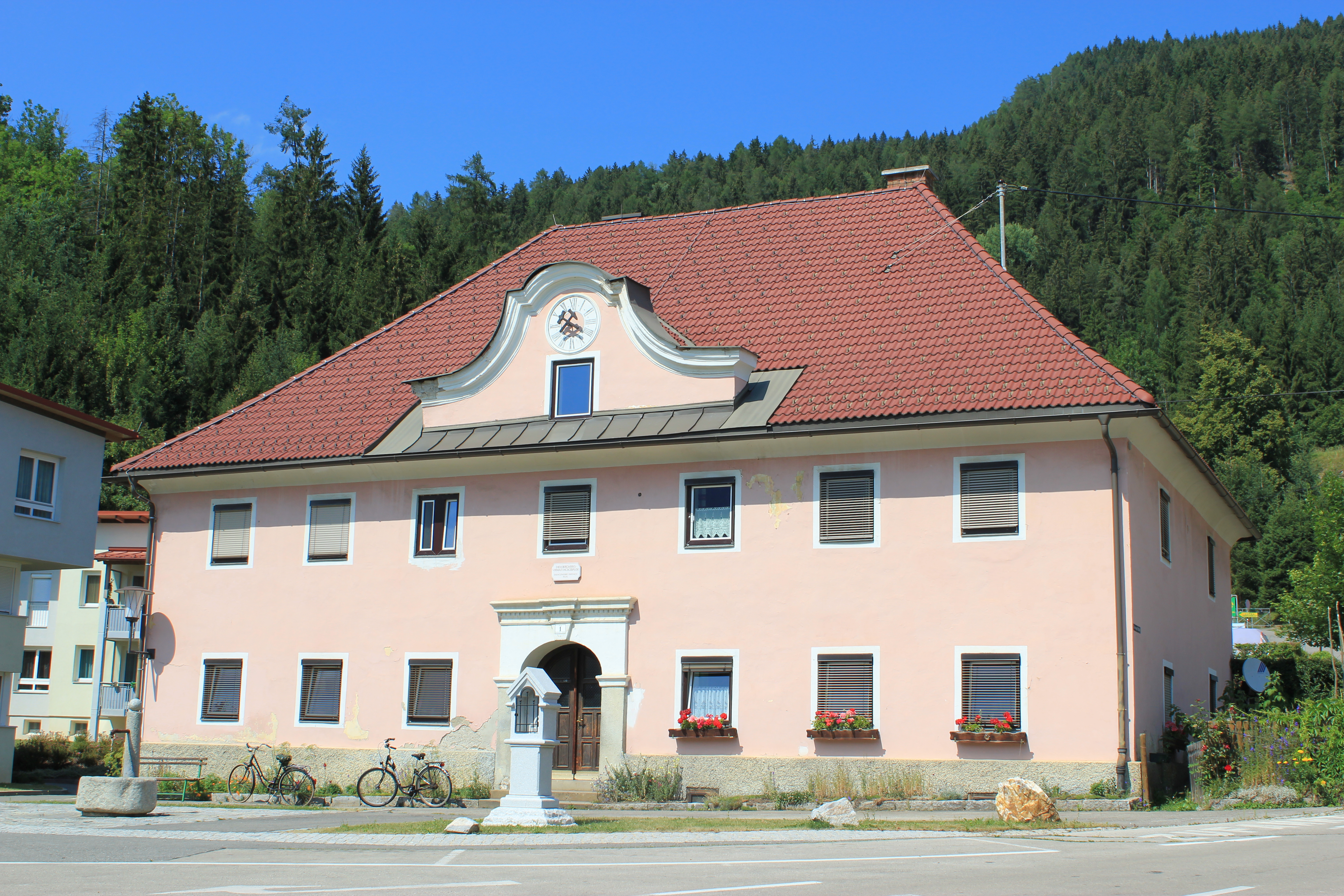
Verwaltungsgebäude des Bergwerks

Die Ortschaft Olsa liegt östlich vom Gemeindehauptort Friesach, jenseits der vierspurigen Friesacher Straße, am Olsabach, an der Straße von Friesach nach Zeltschach. Der Ortskern befindet sich etwa 1 km östlich der Friesacher Altstadt, doch heute sind die Orte Friesach und Olsa nahezu zusammengewachsen.

## Geschichte
Schon in der Antike wurde hier Erz abgebaut; im Ortsgebiet wurden römische Inschriftsteine gefunden.
Auf dem Gebiet der Steuergemeinde Friesach liegend, gehörte der Ort in der ersten Hälfte des 19. Jahrhunderts zum Steuerbezirk Friesach. Bei Gründung der Ortsgemeinden Mitte des 19. Jahrhunderts kam Olsa an die Stadtgemeinde Friesach.
Zur Ortschaft Olsa wurden zunächst auch die auf dem Gebiet der Katastralgemeinde Friesach befindlichen Häuser bei der Kirche St. Thomas, etwa 2 km nordwestlich des Ortskerns von Olsa, gezählt und bei Volkszählungen als Ortsbestandteil eigens ausgewiesen. Doch heute wird St. Thomas als Bestandteil der Ortschaft Hartmannsdorf geführt.

## Bevölkerungsentwicklung
Für die Ortschaft Olsa zählte man folgende Einwohnerzahlen:
- 1869: 17 Häuser, 182 Einwohner[2]
- 1880: 19 Häuser, 99 Einwohner[3]
- 1890: 20 Häuser, 167 Einwohner[4]
- 1900: 21 Häuser, 175 Einwohner[5]
- 1910: 23 Häuser, 231 Einwohner (davon St. Thomas: 7 Häuser, 27 Einwohner)[6]
- 1923: 22 Häuser, 239 Einwohner (davon St. Thomas: 1 Haus, 6 Einwohner)[7]
- 1934: 275 Einwohner[8]
- 1961: 75 Häuser, 502 Einwohner (davon 1 Jagdhaus mit 0 Einwohnern)[9]
- 2001: 152 Gebäude (davon 133 mit Hauptwohnsitz) mit 187 Wohnungen; 437 Einwohner und 19 Nebenwohnsitzfälle; 176 Haushalte; 10 Arbeitsstätten, 8 land- und forstwirtschaftliche Betriebe[10]
- 2011: 167 Gebäude, 461 Einwohner, 197 Haushalte, 9 Arbeitsstätten[11]
- 2021: 175 Gebäude, 462 Einwohner, 201 Haushalte, 11 Arbeitsstätten[12]